# Henryk VI Dobry
Henryk VI Dobry (ur. 18 marca 1294, zm. 24 listopada 1335) – książę wrocławski z dynastii Piastów rządzący w latach 1311–1335, ostatni książę wrocławski (po jego śmierci księstwo przypadło królowi Czech).
Henryk VI był drugim pod względem starszeństwa synem, a siódmym dzieckiem księcia legnickiego i wrocławskiego Henryka V Brzuchatego i księżniczki wielkopolskiej Elżbiety.

## Pod opieką regentów
Małoletni w chwili śmierci ojca, znalazł się wraz z rodzeństwem Bolesławem i Władysławem pod opieką matki (do 1304) i stryja księcia jaworskiego Bolka I Surowego (do 1301). W 1302 po przejściowym sprawowaniu regencji przez biskupa wrocławskiego Henryka z Wierzbna opiekę nad księstwem wrocławsko-legnickim przejął osobiście król Wacław II, który sprowadził najstarszego z braci na swój dwór do Pragi.

## Samodzielne rządy
Za pełnoletniego Henryk został uznany w 1310, kiedy ożenił się ze znacznie starszą od siebie Anną, córką władcy Austrii Albrechta I. Rok później na skutek nacisków możnych zjednoczonej dotychczas dzielnicy wrocławsko-legnickiej doszło do jej podziału na trzy części: wrocławską, legnicką i brzeską. Najbardziej ubogi i najmniej ważny był dział brzeski, do którego bracia zobowiązali się dopłacić łącznie 50 000 grzywien. Jako pierwszy prawo wyboru miał najstarszy Bolesław, który pragnąc zdobyć niezależność finansową wybrał niespodziewanie Brzeg, w związku z czym Wrocław przypadł Henrykowi. Przedsiębiorczy Henryk w przeciwieństwie do najmłodszego z braci Władysława (którego Bolesław w związku z tym wydziedziczył), nie miał kłopotów ze spłaceniem zobowiązań (pomocni okazali się zwłaszcza bogaci patrycjusze wrocławscy) i utrzymał się na otrzymanej dzielnicy.
W latach 1312–1317 wybuchł konflikt Bolesława III i Henryka z książętami głogowskimi o ziemie, które zostały wydarte niegdyś ich ojcu. Długotrwała wojna, w której po stronie synów Henryka V uczestniczył Władysław Łokietek, zakończyła się przyłączeniem Uraza do dzierżaw Henryka, zaś Wołowa i Lubiąża do dzierżaw Bolesława. 
W 1314 Henryk wspierał w walkach o tron niemiecki brata żony, Fryderyka Pięknego.
Wojna z Piastami głogowskimi rozgorzała na powrót w 1321, tym razem jednak Henryk nie był przekonany, co do celowości jej prowadzenia, zawierając na początku 1322 separatystyczny pokój z Głogowczykami, uzyskując w zamian Smogorzów Wielki z okręgiem. Zawarte porozumienie zostało wsparte małżeństwem córki Henryka Elżbiety z Konradem oleśnickim.
Walki Bolesława III Rozrzutnego z synami Henryka III głogowskiego przeciągnęły się do roku następnego. Wtedy też Bolesław pragnący odzyskać władzę nad potężnym Wrocławiem zaproponował młodszemu bratu wymianę dzielnicy wrocławskiej na legnicką – Henryk VI transakcji nie przyjął.
W mocy zawartego w 1323 układu krakowskiego Henryk uznawał Łokietka jako władcę królestwa oraz przekazywał mu swe księstwo. Ostatecznie jednak Łokietek odstąpił od objęcia księstwa.
Henryk VI zagrożony przez brata zmierzającego do pozbawienia go księstwa (doszło do drobnych starć zbrojnych), złożył 20 kwietnia 1324 hołd lenny cesarzowi rzymskiemu Ludwikowi Bawarskiemu, który zgodził się na dziedziczenie księstwa przez córki Henryka, co równało się wydziedziczeniu Bolesława III i jego potomków.
Hołd lenny nie zabezpieczał wystarczająco włości Henryka przed ponawianymi wyprawami Bolesława. W tym celu książę wrocławski w 1325 wydał swoją drugą córkę Eufemię za Bolesława Niemodlińskiego i zawarł rok później sojusz z zakonem krzyżackim skierowany przeciwko głównemu sojusznikowi brata na Śląsku Władysławowi Łokietkowi.
Ostatecznie Henryk pod naciskiem patrycjatu wrocławskiego zdecydował się na układy z królem czeskim Janem Luksemburczykiem. Do podpisania umowy doszło we Wrocławiu 6 kwietnia 1327. Na mocy tego układu księstwo wrocławskie pozostało niezależne od Jana Luksemburczyka, ale po śmierci Henryka VI miało przejść na własność korony czeskiej. W zamian za te ustępstwa Henryk otrzymał od króla w dożywocie ziemię kłodzką i wysoką rentę jako uposażenie.
W polityce wewnętrznej Henryk opierał swoje rządy na potężnym patrycjacie Wrocławia, który obdarzał licznymi przywilejami. Wobec kościoła był niezwykle stanowczy, przez co w latach 1319–1321 był objęty klątwą kościelną.

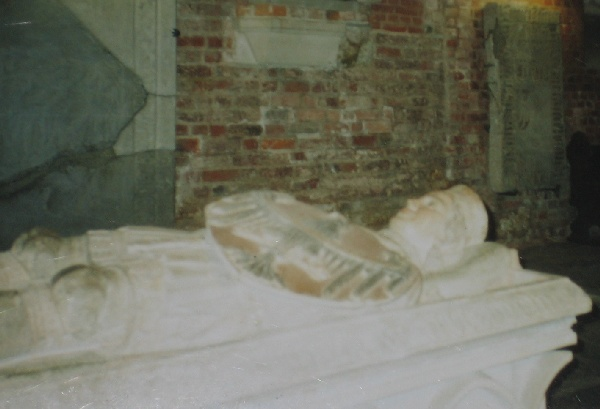
Nagrobek Henryka VI wzorowany na płycie jego stryja

Henryk VI Dobry zmarł 24 listopada 1335 i został pochowany w kaplicy św. Jadwigi w klasztorze klarysek we Wrocławiu. Z małżeństwa z Anną Habsburżanką miał trzy córki – Elżbietę, wydaną za Konrada I oleśnickiego, Eufemię, żonę Bolesława Niemodlińskiego i Małgorzatę, klaryskę z Wrocławia. Synów nie pozostawił.